# Eerste divisie 1988/89 (nacompetitie)/Wedstrijden
Het Nederlandse Eerste divisie voetbal uit het seizoen 1988/89 kende aan het einde van de reguliere competitie een nacompetitie. De vier periodekampioenen streden om promotie naar de Eredivisie.
Winnaar van deze zeventiende editie werd NEC.

## Speelronde 1
|                   |           |                         |     |                                                                                       |
| 4 juni 1989 14:30 | Excelsior | 0 – 1                   | NEC | Stadion: Woudestein, Rotterdam Toeschouwers: 4.000 Scheidsrechter: Ignace van Swieten |
| 4 juni 1989 14:30 |           | 45' Carlos van Wanrooij |     | Stadion: Woudestein, Rotterdam Toeschouwers: 4.000 Scheidsrechter: Ignace van Swieten |
| 4 juni 1989 14:30 |           |                         |     | Stadion: Woudestein, Rotterdam Toeschouwers: 4.000 Scheidsrechter: Ignace van Swieten |
| 4 juni 1989 14:30 |           |                         |     | Stadion: Woudestein, Rotterdam Toeschouwers: 4.000 Scheidsrechter: Ignace van Swieten |
|                   |           |                         |     |                                                                                       |

|                   |                                                                         |       |                 |                                                                                             |
| 4 juni 1989 14:30 | sc Heerenveen                                                           | 4 – 0 | Go Ahead Eagles | Stadion: Abe Lenstra Stadion, Heerenveen Toeschouwers: 9.000 Scheidsrechter: Jaap Uilenberg |
| 4 juni 1989 14:30 | Lubbe van Dijk 45' Marten Dijk 62' Stefan Hommeles 84' Jan de Jonge 87' |       |                 | Stadion: Abe Lenstra Stadion, Heerenveen Toeschouwers: 9.000 Scheidsrechter: Jaap Uilenberg |
| 4 juni 1989 14:30 |                                                                         |       |                 | Stadion: Abe Lenstra Stadion, Heerenveen Toeschouwers: 9.000 Scheidsrechter: Jaap Uilenberg |
| 4 juni 1989 14:30 |                                                                         |       |                 | Stadion: Abe Lenstra Stadion, Heerenveen Toeschouwers: 9.000 Scheidsrechter: Jaap Uilenberg |
|                   |                                                                         |       |                 |                                                                                             |

## Speelronde 2
|                    |                                                                 |       |                     |                                                                                       |
| 10 juni 1989 19:30 | Go Ahead Eagles                                                 | 3 – 1 | Excelsior           | Stadion: De Adelaarshorst, Deventer Toeschouwers: 2.200 Scheidsrechter: Jef van Vliet |
| 10 juni 1989 19:30 | Henry Pelleboer 16' Dwight Lodeweges 29' Gert van den Brink 69' |       | 7' Warry van Wattum | Stadion: De Adelaarshorst, Deventer Toeschouwers: 2.200 Scheidsrechter: Jef van Vliet |
| 10 juni 1989 19:30 |                                                                 |       |                     | Stadion: De Adelaarshorst, Deventer Toeschouwers: 2.200 Scheidsrechter: Jef van Vliet |
| 10 juni 1989 19:30 |                                                                 |       |                     | Stadion: De Adelaarshorst, Deventer Toeschouwers: 2.200 Scheidsrechter: Jef van Vliet |
|                    |                                                                 |       |                     |                                                                                       |

|                    |                                     |       |                |                                                                                      |
| 10 juni 1989 19:30 | NEC                                 | 2 – 1 | sc Heerenveen  | Stadion: De Goffert, Nijmegen Toeschouwers: 12.000 Scheidsrechter: John Blankenstein |
| 10 juni 1989 19:30 | Frans Janssen 2' Evert Radstaat 40' |       | 86' René Groen | Stadion: De Goffert, Nijmegen Toeschouwers: 12.000 Scheidsrechter: John Blankenstein |
| 10 juni 1989 19:30 |                                     |       |                | Stadion: De Goffert, Nijmegen Toeschouwers: 12.000 Scheidsrechter: John Blankenstein |
| 10 juni 1989 19:30 |                                     |       |                | Stadion: De Goffert, Nijmegen Toeschouwers: 12.000 Scheidsrechter: John Blankenstein |
|                    |                                     |       |                |                                                                                      |

## Speelronde 3
|                    |                 |       |     |                                                                                     |
| 14 juni 1989 19:30 | Go Ahead Eagles | 0 – 0 | NEC | Stadion: De Adelaarshorst, Deventer Toeschouwers: 8.000 Scheidsrechter: Cees Bakker |
| 14 juni 1989 19:30 |                 |       |     | Stadion: De Adelaarshorst, Deventer Toeschouwers: 8.000 Scheidsrechter: Cees Bakker |
| 14 juni 1989 19:30 |                 |       |     | Stadion: De Adelaarshorst, Deventer Toeschouwers: 8.000 Scheidsrechter: Cees Bakker |
| 14 juni 1989 19:30 |                 |       |     | Stadion: De Adelaarshorst, Deventer Toeschouwers: 8.000 Scheidsrechter: Cees Bakker |
|                    |                 |       |     |                                                                                     |

|                    |                                       |       |           |                                                                                            |
| 14 juni 1989 19:30 | sc Heerenveen                         | 2 – 0 | Excelsior | Stadion: Abe Lenstra Stadion, Heerenveen Toeschouwers: 10.500 Scheidsrechter: Frans Houben |
| 14 juni 1989 19:30 | Jan de Jonge 16' (pen.) Peter Pot 84' |       |           | Stadion: Abe Lenstra Stadion, Heerenveen Toeschouwers: 10.500 Scheidsrechter: Frans Houben |
| 14 juni 1989 19:30 |                                       |       |           | Stadion: Abe Lenstra Stadion, Heerenveen Toeschouwers: 10.500 Scheidsrechter: Frans Houben |
| 14 juni 1989 19:30 |                                       |       |           | Stadion: Abe Lenstra Stadion, Heerenveen Toeschouwers: 10.500 Scheidsrechter: Frans Houben |
|                    |                                       |       |           |                                                                                            |

## Speelronde 4
|                    |           |       |               |                                                                                      |
| 17 juni 1989 19:30 | Excelsior | 0 – 0 | sc Heerenveen | Stadion: Woudestein, Rotterdam Toeschouwers: 2.000 Scheidsrechter: Jaap van der Niet |
| 17 juni 1989 19:30 |           |       |               | Stadion: Woudestein, Rotterdam Toeschouwers: 2.000 Scheidsrechter: Jaap van der Niet |
| 17 juni 1989 19:30 |           |       |               | Stadion: Woudestein, Rotterdam Toeschouwers: 2.000 Scheidsrechter: Jaap van der Niet |
| 17 juni 1989 19:30 |           |       |               | Stadion: Woudestein, Rotterdam Toeschouwers: 2.000 Scheidsrechter: Jaap van der Niet |
|                    |           |       |               |                                                                                      |

|                    |                                                           |       |                 |                                                                                      |
| 17 juni 1989 19:30 | NEC                                                       | 3 – 0 | Go Ahead Eagles | Stadion: De Goffert, Nijmegen Toeschouwers: 11.000 Scheidsrechter: John Blankenstein |
| 17 juni 1989 19:30 | Frans Janssen 44' Evert Radstaat 61' Arno Arts 80' (pen.) |       |                 | Stadion: De Goffert, Nijmegen Toeschouwers: 11.000 Scheidsrechter: John Blankenstein |
| 17 juni 1989 19:30 |                                                           |       |                 | Stadion: De Goffert, Nijmegen Toeschouwers: 11.000 Scheidsrechter: John Blankenstein |
| 17 juni 1989 19:30 |                                                           |       |                 | Stadion: De Goffert, Nijmegen Toeschouwers: 11.000 Scheidsrechter: John Blankenstein |
|                    |                                                           |       |                 |                                                                                      |

## Speelronde 5
|                    |                   |       |                                             |                                                                                |
| 20 juni 1989 19:30 | Excelsior         | 1 – 2 | Go Ahead Eagles                             | Stadion: Woudestein, Rotterdam Toeschouwers: 450 Scheidsrechter: Wim Egbertzen |
| 20 juni 1989 19:30 | Steve Wasiman 50' |       | 36' Brian Wilsterman 58' Gert van den Brink | Stadion: Woudestein, Rotterdam Toeschouwers: 450 Scheidsrechter: Wim Egbertzen |
| 20 juni 1989 19:30 |                   |       |                                             | Stadion: Woudestein, Rotterdam Toeschouwers: 450 Scheidsrechter: Wim Egbertzen |
| 20 juni 1989 19:30 |                   |       |                                             | Stadion: Woudestein, Rotterdam Toeschouwers: 450 Scheidsrechter: Wim Egbertzen |
|                    |                   |       |                                             |                                                                                |

|                    |                 |       |                    |                                                                                                  |
| 20 juni 1989 19:30 | sc Heerenveen   | 1 – 1 | NEC                | Stadion: Abe Lenstra Stadion, Heerenveen Toeschouwers: 12.000 Scheidsrechter: Ignace van Swieten |
| 20 juni 1989 19:30 | Marten Dijk 81' |       | 23' Evert Radstaat | Stadion: Abe Lenstra Stadion, Heerenveen Toeschouwers: 12.000 Scheidsrechter: Ignace van Swieten |
| 20 juni 1989 19:30 |                 |       |                    | Stadion: Abe Lenstra Stadion, Heerenveen Toeschouwers: 12.000 Scheidsrechter: Ignace van Swieten |
| 20 juni 1989 19:30 |                 |       |                    | Stadion: Abe Lenstra Stadion, Heerenveen Toeschouwers: 12.000 Scheidsrechter: Ignace van Swieten |
|                    |                 |       |                    |                                                                                                  |

## Speelronde 6
|                    |                             |       |                                                                          |                                                                                  |
| 24 juni 1989 19:30 | Go Ahead Eagles             | 2 – 4 | sc Heerenveen                                                            | Stadion: De Adelaarshorst, Deventer Toeschouwers: 1.800 Scheidsrechter: Jan Hobé |
| 24 juni 1989 19:30 | Gert van den Brink 73', 82' |       | 2' Jerry de Jong 23' Marten Dijk 36' Maarten de Jong 81' Gertjan Verbeek | Stadion: De Adelaarshorst, Deventer Toeschouwers: 1.800 Scheidsrechter: Jan Hobé |
| 24 juni 1989 19:30 |                             |       |                                                                          | Stadion: De Adelaarshorst, Deventer Toeschouwers: 1.800 Scheidsrechter: Jan Hobé |
| 24 juni 1989 19:30 |                             |       |                                                                          | Stadion: De Adelaarshorst, Deventer Toeschouwers: 1.800 Scheidsrechter: Jan Hobé |
|                    |                             |       |                                                                          |                                                                                  |

|                    |                                        |       |                   |                                                                                 |
| 24 juni 1989 19:30 | NEC                                    | 2 – 1 | Excelsior         | Stadion: De Goffert, Nijmegen Toeschouwers: 22.500 Scheidsrechter: Frans Houben |
| 24 juni 1989 19:30 | Arno Arts 14' (pen.) Edwin de Wijs 84' |       | 42' Steve Wasiman | Stadion: De Goffert, Nijmegen Toeschouwers: 22.500 Scheidsrechter: Frans Houben |
| 24 juni 1989 19:30 |                                        |       |                   | Stadion: De Goffert, Nijmegen Toeschouwers: 22.500 Scheidsrechter: Frans Houben |
| 24 juni 1989 19:30 |                                        |       |                   | Stadion: De Goffert, Nijmegen Toeschouwers: 22.500 Scheidsrechter: Frans Houben |
|                    |                                        |       |                   |                                                                                 |

AZ ·
SC Cambuur ·
DS '79 ·
Eindhoven ·
Emmen ·
Excelsior ·
Go Ahead Eagles ·
De Graafschap ·
FC Den Haag ·
sc Heerenveen ·
Helmond Sport ·
Heracles '74 ·
NAC ·
N.E.C. ·
RBC ·
SVV ·
Telstar ·
Vitesse ·
FC Wageningen
Eredivisie

1960 · 1975 · 1987 · 1988
Eerste divisie

1973 · 1974 · 1975 · 1976 · 1977 · 1978 · 1979 · 1980 · 1981 · 1982 · 1983 · 1984 · 1985 · 1986 · 1987 · 1988 · 1989 · 1990 · 1991 · 1992 · 1993 · 1994 · 1995 · 1996 · 1997 · 1998 · 1999 · 2000 · 2001 · 2002 · 2003 · 2004 · 2005

Vanaf 2006 staan alle competities op 1 pagina.

2006 · 2007 · 2008 · 2009 · 2010 · 2011 · 2012 · 2013 · 2014 · 2015 · 2016 · 2017 · 2018 · 2019 · 2020 · 2021 · 2022 · 2023 · 2024